# Ni2

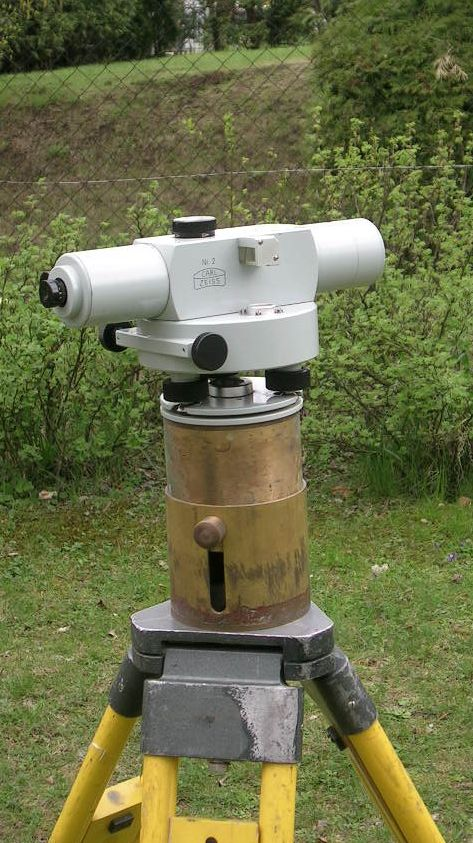
Zeiss Ni2-Nivellier (Stativ wurde verlängert)

Das Ni2 war das weltweit erste automatische Nivelliergerät. Es wurde Anfang der 1950er Jahre von Zeiss-Opton (Oberkochen) entwickelt und konnte wegen seiner Qualität, Robustheit und Genauigkeit jahrzehntelang an Unternehmen und Institute der Geodäsie verkauft werden. Noch heute sind Nivelliere dieses Typs zu Tausenden im Einsatz.

## Methode der „automatischen Einwägung“
In einem automatischen Nivellier ist ein pendelnder Baukörper in den Strahlengang des Fernrohrs eingebaut, der die Ziellinie auch dann genau in die Horizontale einstellt, wenn das Messinstrument nicht genau waagrecht aufgestellt ist. Im Ni2 übernimmt ein reflektierendes Glasprisma diese Funktion, das an einem patentierten, hochpräzise gefertigten System von 4 feinsten Drähten hängt. Eine kleine Neigung des Geräts (die bis etwa 0,05 Winkelgrad gehen darf) wird dadurch im optischen Strahlengang kompensiert.
Dieses Patent hat die Methode des Nivellements nicht nur beschleunigt – weil nun das langwierige „Einspielen“ von Libellen bei jeder Visur entfallen konnte –, sondern hat auch in vielen Projekten die Genauigkeit gesteigert. Denn nun konnte man sich auf lediglich „grobe“ Horizontierung mit der Dosenlibelle beschränken und konnte die Aufmerksamkeit auf die eigentliche Zielung durch das Fernrohr konzentrieren. Lediglich auf stark schwingenden Bauwerken (z. B. Brücken) muss auf die traditionellen Libellen-Nivelliere zurückgegriffen werden, weil der Kompensator bei gewissen Vibrationen in dauerndes Zittern gerät.

## Instrumentendaten und Genauigkeit

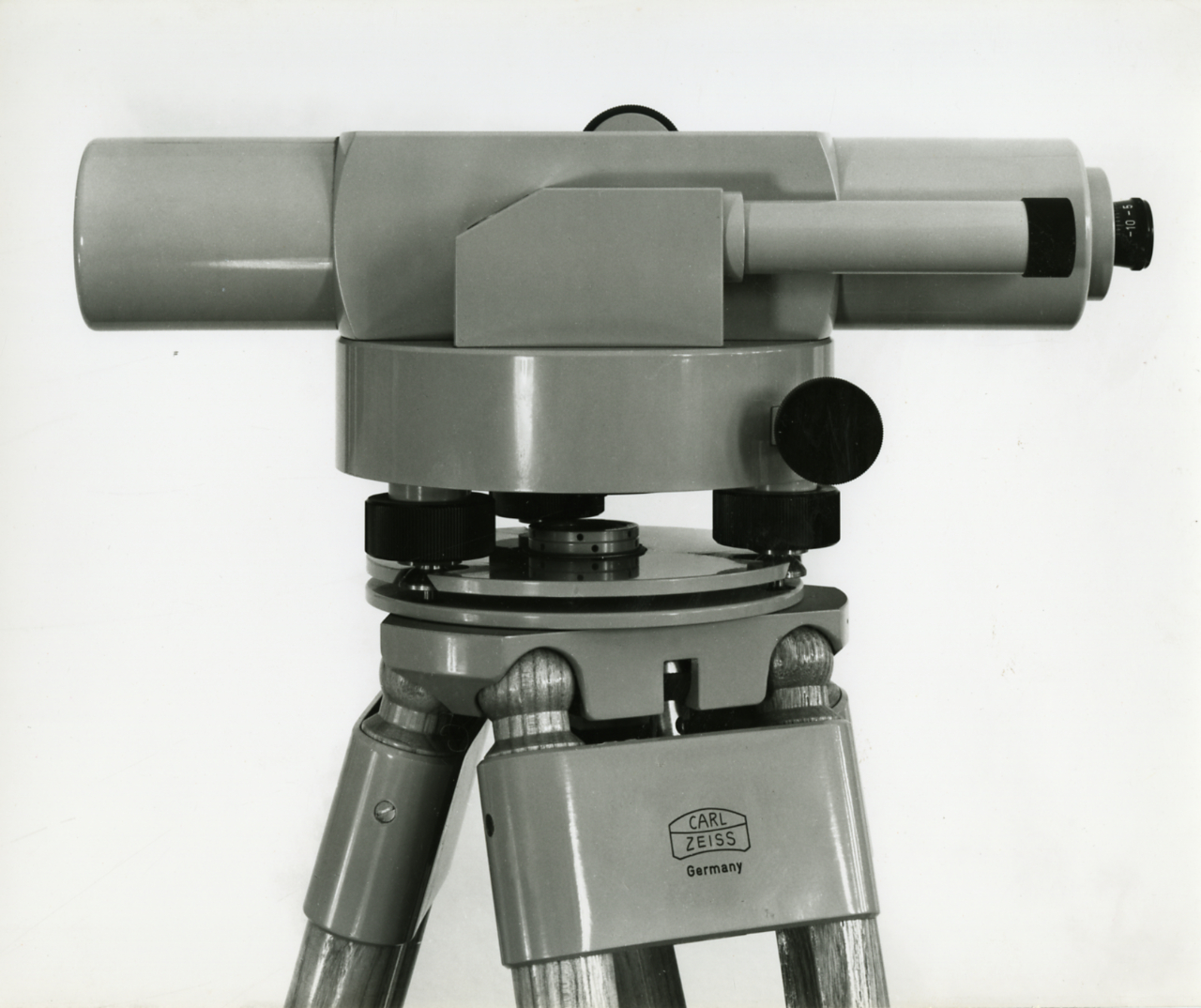
Foto von Paolo Monti

Das Ni2 (der Name bedeutet Nivellier Typ 2) hat ein Fernrohr mit 4 cm Öffnung und 30-facher Vergrößerung und wiegt ca. 2,1 kg (ohne Horizontalkreis) bzw. 2,4 kg (mit Horizontalkreis). Seine Messgenauigkeit war ursprünglich auf mindestens ±1" ausgelegt, was einem Messfehler von 0,5 mm auf 100 m entsprechen würde, denn das pendelnde Prisma kann die restliche Instrumentenneigung nicht zu 100 % kompensieren, sondern nur zu etwa 99,5 %. Doch de facto hat sich die erreichbare Messgenauigkeit mit beachtlichen ± 0,3" herausgestellt – ein Wert, für dessen Feststellung z. B. ein Laborphysiker ein 10- bis 100-mal schwereres Teleskop benötigen würde. Mit speziellen Messanordnungen, Auswertemethoden und 1–2 Wiederholungsmessungen sind sogar ±0,15" erreichbar.
Ein bewährter Trick hierzu ist die „Rote-Hose-Methode“. Von den zwei Männern, die abwechselnd mit der Nivellierlatte dem Messgerät vor- und nachgehen, trägt einer eine auffällige Farbe. Wenn der Beobachter nun das Ni2 immer in jener Richtung einstellt, in der er die „Rote Hose“ sieht, fallen die o.e. winzigen Restfehler von 0,5 % der Achsneigung fast ganz heraus.

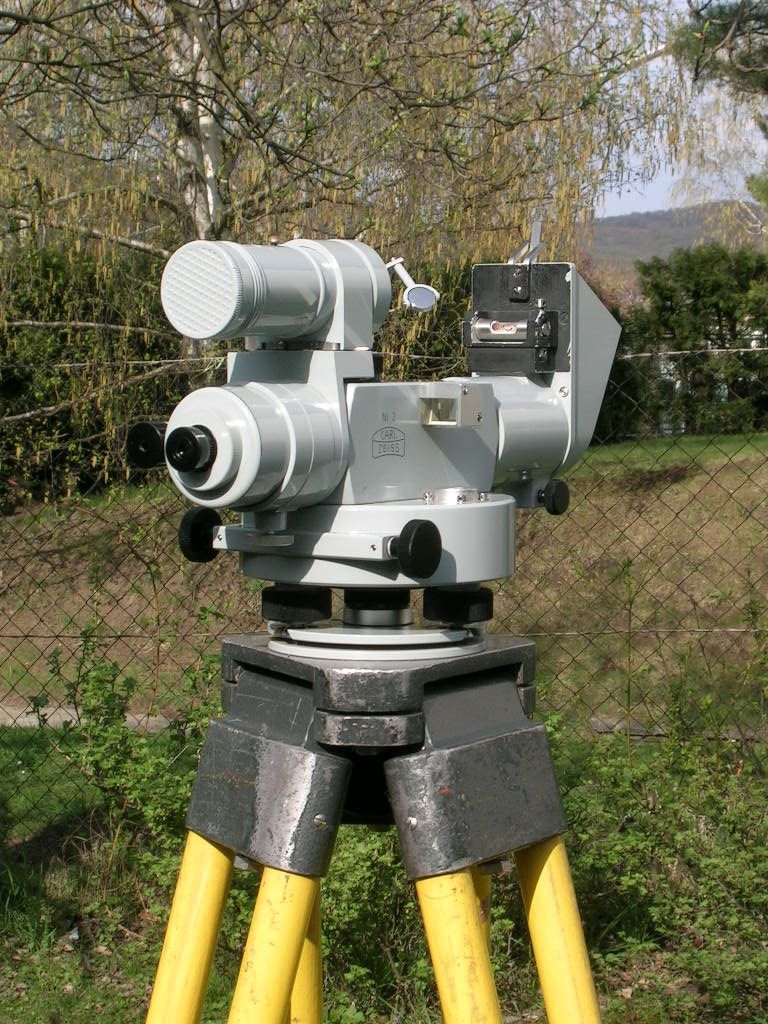
Ni2, zum Prismen-Astrolab für Sternmessungen umgerüstet

## Ni2-Astrolabium
Eine andere Präzisionsmethode wurde etwa 1960 im Ni2-Astrolab realisiert, mit dem ein erfahrener Geodät oder Astronom die genaue Lotrichtung mittels Sternen messen kann. Vor das Nivellier wird ein 60°-Glasprisma geschaltet, das den Strahlengang von der Horizontalen in genau 30° Zenitdistanz umlenkt. In einem speziellen Fadennetz werden die Zeiten von etwa 20 vorausberechneten Sterndurchgängen gestoppt, deren Analyse im Vergleich mit den Koordinaten des Vermessungspunktes schließlich die Lotabweichung ergibt.
Die ursprünglich konzipierte Genauigkeit von 0.6 bis 1" konnte nach wenigen Jahren mit verfeinerten Computerprogrammen auf etwa ±0.4" gesteigert werden. Großangelegte Messreihen von Adolf Rödde (IfAG Frankfurt) und Gottfried Gerstbach (TU Wien) haben eine weitere Steigerung auf 0,2" gebracht, indem Effekte der nächtlichen Temperatur, der Sternörter sowie der persönlichen Zeitmessungs- und Zielfehler aufs genaueste mathematisch modelliert wurden. Dadurch wurde es um 1980 z. B. möglich, bisherige Geoidbestimmungen um das 2- bis 3-fache auf ± 5 cm zu verbessern. In Österreich wurden zu diesem Zweck in 5–6 Jahren 700 Messpunkte auf Berggipfeln und in klimatisch günstigen Tälern mit dem Ni2-Astrolab eingemessen. In den 20 Jahren seither konnte die Genauigkeit durch mathematische Kollokation abermals verdoppelt werden, wobei die TUs Hannover und Graz führend waren. Dies hat in Deutschland, Österreich und Schweiz zu einem fast cm-genauen Geoid geführt und die Anwendbarkeit von GPS verbreitert.
Nicht zuletzt erlaubt das leichte, aber genaue und flexible Instrument, Messungen höchster Präzision auf normalen Vermessungs-Stativen vorzunehmen. Bis in die 1960er Jahre mussten für die Astrogeodäsie eigene Messpfeiler gebaut werden, um die unvermeidlichen kleinen Instrumentenfehler während der nächtlichen Abkühlung kontrollieren zu können. Auch die Größe der Messmannschaften konnte von 4 auf 2 Personen reduziert werden.